# العماجية
العماجية، هي مركز من فئة (ب) وتقع في إمارة مدينة الرياض، والتابعة لمنطقة الرياض في السعودية. وتبعد العماجية عن إمارة الرياض بمسافة تقارب () كم.